# Штефан Ефенберг
Штефан Ефенберг (рођен 2. августа 1968) је бивши немачки фудбалер који је касније радио као спортски директор КФЦ Ирдинген 05. Играо је на позицији везног играча, био је познат по својим лидерским вештинама, асистенцијама, по јаком шуту и физичкој снази, али је такође био темпераментан и контроверзног карактера.
Само у Бундеслиги - где је од најзначајнијих клубова играо за минхенски Бајерн, у шест сезона и у два различита наступа - Ефенберг је прикупио 109 жутих картона, рекорд свих времена у моменту његовог пензионисања. Са Бајерном је освојио три Бундеслиге и био капитен клуба кад су освојили титулу УЕФА Лиге шампиона 2001. године.
У каријери која је прекинута након сукоба са управом, играо је за Немачку више од 30 пута, представљајући нацију на једном Светском првенству и на једном Европском првенству. Његов надимак је Der Tiger („тигар“).

## Клупска каријера
Рођен и одрастао у Ниндорфу, у Хамбургу, 2. августа 1968. године, Штефан Ефенберг је започео своју професионалну каријеру у Борусији из Менхенгладбаха, где је до 20. године постао стандардни првотимац. Ово је привукло интересовање великана Бундеслиге, ФК Бајерн Минхен, где је постигао 19 голова у прве две сезоне након трансфера, иако клуб није успео да освоји ниједан пехар са Ефенбергом у постави.
Када се легендарни Лотар Матеус (који је такође представљао Менхенгладбах) вратио у Бајерн 1992. године, Ефенберг је прешао у ФК Фјорентину. Упркос присуству Данца Брајана Лаудрупа и Аргентинца Габријела Батистуте, Фјорентина је у првој сезони испала из Серије А. 
У лето 1994. године, Ефенберг се потом вратио у Гладбах, где се појавио на 118 лигашких утакмица, постигавши 23 гола, пре него што га је Бајерн поново позвао 1998. Ефенбергов други наступ са Баварцима био је много успешнији. У низу је сакупио три титуле у Бундеслиги, а Бајерн је такође стигао до два финала УЕФА Лиге шампиона, од којих је прво био пораз од ФК Манчестер Јунајтед 1:2 1999. године. Бајерн се 2001. вратио у финале са Ефенбергом као капитеном. Постигао је изједначујући гол Бајерна са беле тачке у победи против Валенсије (1–1, победа из пенала). После финала, Ефенберг је проглашен за највреднијег играча УЕФА Лиге шампиона 2000–01. Након његовог одласка, навијачи клуба су га прогласили једним од једанаест највећих играча Бајерна свих времена.
После неупадљивих наступа у ФК Волфсбург, Ефенберг је завршио каријеру у Катару са Спортским клубом Ал-Араби, а саиграч му је био Габријел Батистута. Повремено се појављивао као коментатор немачке телевизије након пензионисања.

## Менаџерска каријера
Ефенберг је именован за главног тренера ФК Падерборна 13. октобра 2015. Отпуштен је 3. марта 2016.
Дана 10. октобра 2019. КФЦ Уердинген 05 представио је Ефенберга као новог спортског директора. После неколико проблематичних месеци, превремено се повукао са ове позиције у мају 2020.

## Репрезентативна каријера
Ефенберг је за репрезентацију Немачке одиграо 35 утакмица и постигао пет голова. Дебитовао је 5. јуна 1991. године, у квалификацијама за Европско првенство 1992. против Велса, пошто је одиграо последњих 18 минута у поразу у гостима од 0:1. Одиграо је све утакмице током завршне фазе Европског првенства 1992, чак је постигао и гол у мечу групне фазе, победа над Шкотском од 2:0.
Током утакмице групне фазе против Јужне Кореје на Светском првенству 1994. године, Ефенберг је "показао прст" немачким навијачима на стадиону Котон Боул када је замењен након лошије игре; Немци су тада постигли само један погодак, након што су водили са 3:0. Немачки тренер Берти Фогтс био је толико огорчен овим инцидентом да је сместа најурио Ефенберга из екипе и изјавио да је завршио репрезентативну каријеру. 
Ефенберг се није појавио ни на једном другом репрезентативном мечу све до 1998. године, када је накратко враћен у национални тим на неколико пријатељских утакмица на Малти у септембру, што су биле последње две Фогтсове утакмице као селектора репрезентације. Испало је да су то биле његове последње утакмице за Немачку.

## Контроверзе и лични живот
Ефенберг је у прошлости привлачио пажњу и љутио навијаче и друге играче својим понашањем. 1991. године, пре утакмице Купа УЕФА против тада полупрофесионалног Корк Ситија, Ефенберг је новинарима рекао да је сигуран у победу, рекавши да је везњак Корк Ситија Дејв Бари "попут (свог) деде". Бари је одмазду постигао јер је дао гол при нерешеном резултату екипе 1-1.
Крајем деведесетих Ефенберг је ретко излазио из таблоида, посебно када је напустио супругу Мартину и открио аферу са Клаудијом Струнц, која је у то време била супруга бившег саиграча Томаса Струнца. Касније је играч објавио контроверзну аутобиографију, озлоглашену по свом блатантном садржају - која је укључивала приче о неким другим фудбалским професионалцима, наиме клупском и националном помоћном партнеру, Лотару Матеусу.
2001. Ефенберг је кажњен након што је проглашен кривим за напад на жену у ноћном клубу. Следеће године је наговестио да су незапослени у Немачкој у ствари превише лењи да траже посао и захтевао је да им се смање бенефиције. Интервју је објављен у Плејбоју.
Струнцова и Ефенберг су се венчали 2004. године, а играч је такође имао троје деце из првог брака; пар се потом преселио на Флориду.

## Статистика каријере

### Клупска
| Клупски наступи | Клупски наступи        | Клупски наступи        | Лига  | Лига   | Куп   | Куп    | Куп лиге | Куп лиге | Континентални | Континентални | Укупно | Укупно |
| Сезона          | Клуб                   | Лига                   | Утак. | Голови | Утак. | Голови | Утак.    | Голови   | Утак.         | Голови        | Утак.  | Голови |
| --------------- | ---------------------- | ---------------------- | ----- | ------ | ----- | ------ | -------- | -------- | ------------- | ------------- | ------ | ------ |
| 1987–88         | Борусија Менхенгладбах | Бундеслига             | 15    | 1      | —     | —      | —        | —        | —             | —             | 15     | 1      |
| 1988–89         | Борусија Менхенгладбах | Бундеслига             | 29    | 3      | 2     | 0      | —        | —        | —             | —             | 31     | 3      |
| 1989–90         | Борусија Менхенгладбах | Бундеслига             | 29    | 6      | 3     | 0      | —        | —        | —             | —             | 32     | 6      |
| 1990–91         | Бајерн Минхен          | Бундеслига             | 32    | 9      | 1     | 0      | —        | —        | 8             | 1             | 421    | 10     |
| 1991–92         | Бајерн Минхен          | Бундеслига             | 33    | 10     | 1     | 0      | —        | —        | 4             | 1             | 38     | 11     |
| 1992–93         | Фјорентина             | Серија A               | 30    | 5      | 4     | 2      | —        | —        | —             | —             | 34     | 7      |
| 1993–94         | Фјорентина             | Серија B               | 26    | 7      | 4     | 0      | —        | —        | —             | —             | 30     | 7      |
| 1994–95         | Борусија Менхенгладбах | Бундеслига             | 30    | 7      | 5     | 2      | —        | —        | —             | —             | 35     | 9      |
| 1995–96         | Борусија Менхенгладбах | Бундеслига             | 31    | 7      | 2     | 1      | —        | —        | 6             | 3             | 402    | 11     |
| 1996–97         | Борусија Менхенгладбах | Бундеслига             | 29    | 1      | 2     | 0      | —        | —        | 3             | 2             | 34     | 3      |
| 1997–98         | Борусија Менхенгладбах | Бундеслига             | 28    | 8      | 1     | 0      | —        | —        | —             | —             | 29     | 9      |
| 1998–99         | Бајерн Минхен          | Бундеслига             | 31    | 8      | 6     | 3      | 2        | 0        | 12            | 5             | 51     | 16     |
| 1999–2000       | Бајерн Минхен          | Бундеслига             | 27    | 2      | 5     | 0      | 1        | 0        | 11            | 2             | 44     | 4      |
| 2000–01         | Бајерн Минхен          | Бундеслига             | 20    | 4      | —     | —      | —        | —        | 10            | 1             | 30     | 5      |
| 2001–02         | Бајерн Минхен          | Бундеслига             | 17    | 2      | 4     | 0      | 1        | 0        | 7             | 1             | 29     | 3      |
| 2002–03         | Волфсбург              | Бундеслига             | 19    | 3      | 2     | 0      | —        | —        | —             | —             | 21     | 3      |
| 2003–04         | Ал-Араби               | Катар лига             | 15    | 4      | —     | —      | —        | —        | —             | —             | 15     | 4      |
| Клуб            | Борусија Менхенгладбах | Борусија Менхенгладбах | 191   | 33     | 15    | 3      | —        | —        | 9             | 5             | 2161   | 41     |
| Клуб            | Бајерн Минхен          | Бајерн Минхен          | 160   | 35     | 17    | 3      | 4        | 0        | 52            | 11            | 2342   | 49     |
| Клуб            | Фјорентина             | Фјорентина             | 56    | 12     | 8     | 2      | —        | —        | —             | —             | 64     | 14     |
| Клуб            | Волфсбург              | Волфсбург              | 19    | 3      | 2     | 0      | —        | —        | —             | —             | 21     | 3      |
| Клуб            | Ал-Араби               | Ал-Араби               | 15    | 4      | —     | —      | —        | —        | —             | —             | 15     | 4      |
| Укупно          | Клуб                   | Клуб                   | 441   | 87     | 42    | 8      | 4        | 0        | 61            | 16            | 55012  | 111    |

- 1 Укључујући 1 меч у 1990 ДФБ-Суперкуп
- 2 Укључујући 1 меч у 1995 ДФБ-Суперкуп

### Репрезентативна
| Репрезентација Немачке | Репрезентација Немачке | Репрезентација Немачке |
| Године                 | Утакмице               | Голови                 |
| ---------------------- | ---------------------- | ---------------------- |
| 1991                   | 4                      | 0                      |
| 1992                   | 12                     | 2                      |
| 1993                   | 11                     | 3                      |
| 1994                   | 6                      | 0                      |
| 1995                   | 0                      | 0                      |
| 1996                   | 0                      | 0                      |
| 1997                   | 0                      | 0                      |
| 1998                   | 2                      | 0                      |
| Укупно                 | 35                     | 5                      |

### Репрезентативни голови
Скорови и резултати листе прво наводе голове Немачке.
| # | Датум             | Место одржавања                      | Противник | Скор | Резултат | Такмичење      |
| - | ----------------- | ------------------------------------ | --------- | ---- | -------- | -------------- |
| 1 | 15. јуна 1992     | Идроттспаркен, Норћепинг, Шведска    | Шкотска   | 2–0  | 2–0      | УЕФА Еуро 1992 |
| 2 | 9. септембра 1992 | Стадион Паркен, Копенхаген, Данска   | Данска    | 2–1  | 2–1      | Пријатељски    |
| 3 | 14. априла 1993   | Рурстадион, Бохум, Немачка           | Гана      | 2–1  | 6–1      | Пријатељски    |
| 4 | 14. априла 1993   | Рурстадион, Бохум, Немачка           | Гана      | 4–1  | 6–1      | Пријатељски    |
| 5 | 19. јуна 1993     | Силвердом, Детроит, Сједињене Државе | Енглеска  | 1–0  | 2–1      | Куп САД        |

## Трофеји

### Клупски
Бајерн Минхен
- Бундеслига: 1998–99, 1999–2000, 2000–01
- ДФБ-Покал: 1999–2000
- УЕФА Лига шампиона: 2000–01
- ДФЛ-Суперкуп: 1990
- ДФБ-Лигапокал: 1998, 1999, 2000

Борусија Менхенгладбах
- ДФБ-Покал: 1994–95

Фјорентина
- Серија Б: 1993–94

### Репрезентативни
Немачка
- Европско првенство УЕФА: вицешампион 1992
- Куп САД: 1993

### Индивидуални
- кикер Бундеслиге тима сезоне: 1990–91, 1991–92, 1994–95, 1995–96, 1996–97, 1997–98, 1999–2000[22] [23] [24] [25] [26] [27] [28]
- УЕФА тим европског првенства на турниру: 1992
- ФИФА XI: 1997[29]
- ЕСМ тим године: 1998–99
- УЕФА клупски фудбалер године: 2001
- Бајерн Минхен All-time XI